# ياسو ماتسوي
ياسو ماتسوي (بالإنجليزية: Yasuo Matsui)‏ هو مهندس معماري أمريكي، ولد في 1877 في اليابان، وتوفي في 1962.